# Mityczni królowie Szwecji

## Mityczni królowie Szwecji
- Gylfi
- Oden
- Njord
- Yngvi-Frey
- I w. p.n.e. :Fjölnir
- I w. : Svegder
- Vanlande
- Visburr
- II w. : Domalde
- Domarr
- Dyggve
- III w. : Dag Mądry
- IV w. : Agne Skjalfarbonde
- Erik i Alrik, synowie Agne Skjalfarbonde
- Alf i Yngve, synowie Alrika
- Hugleik
- Hake Hednasson
- IV w. :Jörund
- IV w. – V w. : Aun, Halvdan av Skjöldungaätten oraz Ale Mocny (Åle den starke)

## Półlegendarni królowie Szwecji
Dynastia Ynglingów:
- kon. V w. – ok. 515 : Egil (Ongentheow)
- ok. 515 – ok. 530 : Ottar (Ohthere, Ottar Vendelkråka)
- pocz. VI w. : Onela (Ole, Ale den uppländske)
- ok. 530 – ok. 575 : Adils (Eadgils)
- ok. 575 – ok. 600 : Eystein (Östen av Ynglingaätten)
- kon. VI w. : Sölve (Sölve Högnesson)
- kon. VI w. – pocz. VII w. : Ingvar (Yngvar Harra, Ingwar Wysoki)
- pocz. VII w. – ok. 640 : Anund (Bröt-Anund)
- ok. 640 – ok. 650 : Ingjald (Ingjald Illråde)

Dynastia Skjöldungów
- ok. 655 – ok. 695 : Ivar Vidfamne
- ok. 705 – ok. 750 : Harald Hildetang
- ok. 750 – ok. 770 : Sigurd Ring
- ok. 770 – ok. 785 : Ragnar Lodbrok
- kon. VIII w. : Eysteinn Beli (Östen Beli)

Dynastia z Munsö (na jeziorze Melar)
- ok. 785–800 : Björn I Żelaznoboki
- pocz. IX w. : Eryk II Björnsson oraz (?) Refil Björnsson
- pocz. IX w. : Eryk III Refilsson
- ok. 829 – ok. 831 : Björn II z Hauge i Anund Uppsale
- (poł. IX w. – po 854 : Olof I)
- do 882 : Eryk IV Anundsson
- (ok. 910 – ok. 940 : Ring (Ring av Munsöätten)
- (ok. 940 – ok. 950 : Eryk V Ringsson)
- (ok. 950 – ok. 970 : Emund Eriksson)
- 882–935 lub II poł. X w.: Björn III Eriksson
- ok. 970–975 : Olaf II Björnsson
- 970–995 : Eryk VI Zwycięski